# Oliver Wendell Holmes Sr.

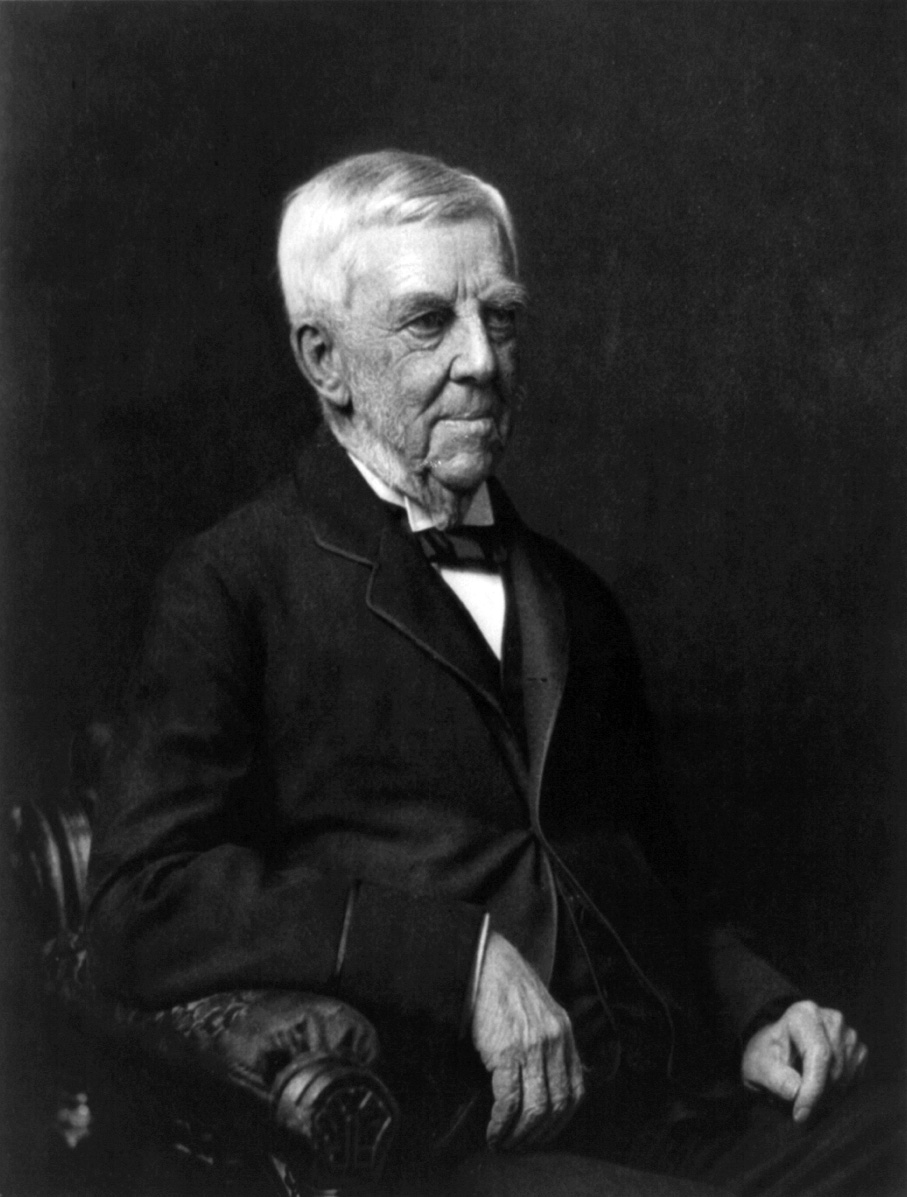
Oliver Wendell Holmes Sr.

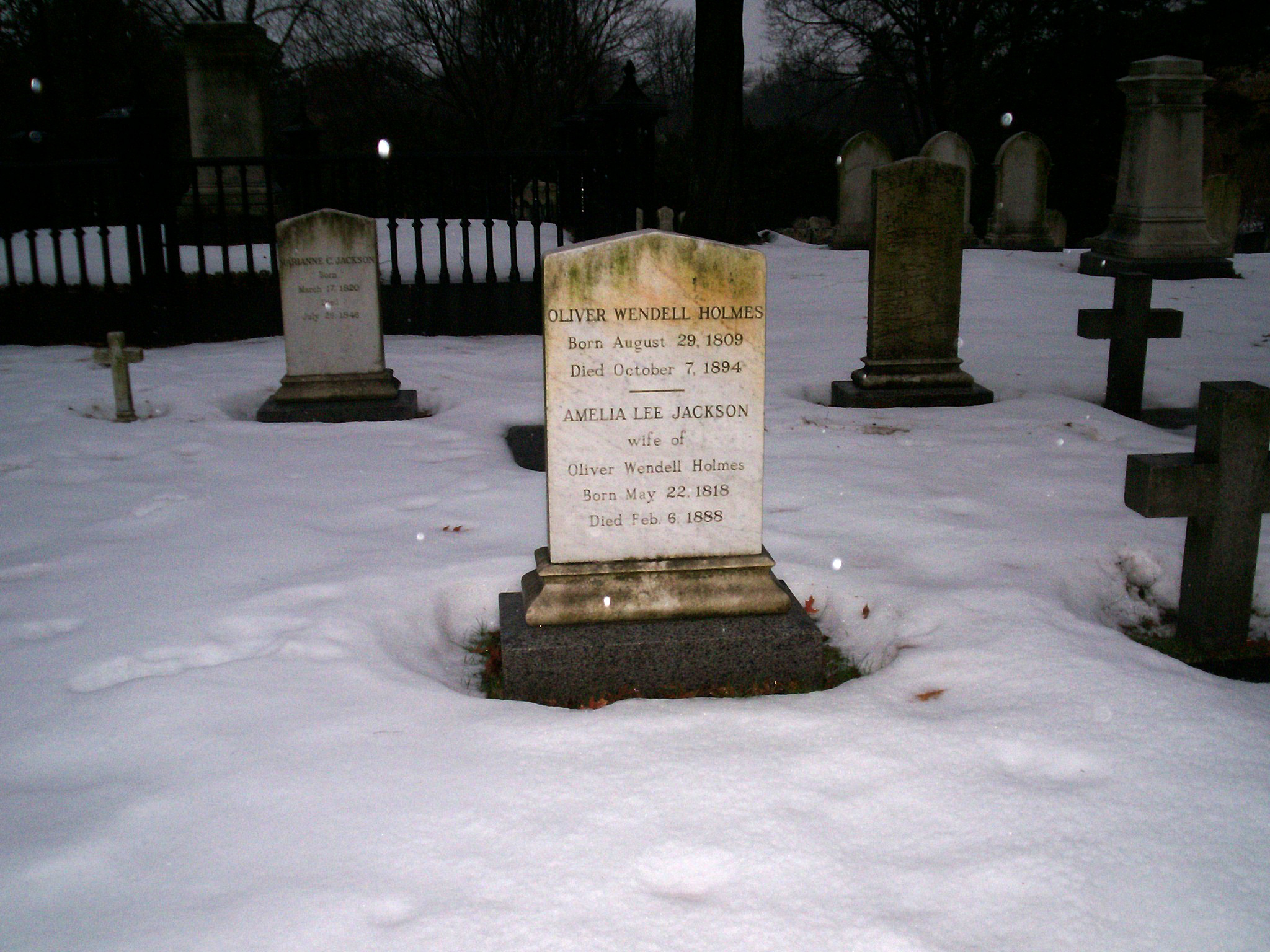
Nagrobek Olivera Wendella Holmesa Sr.

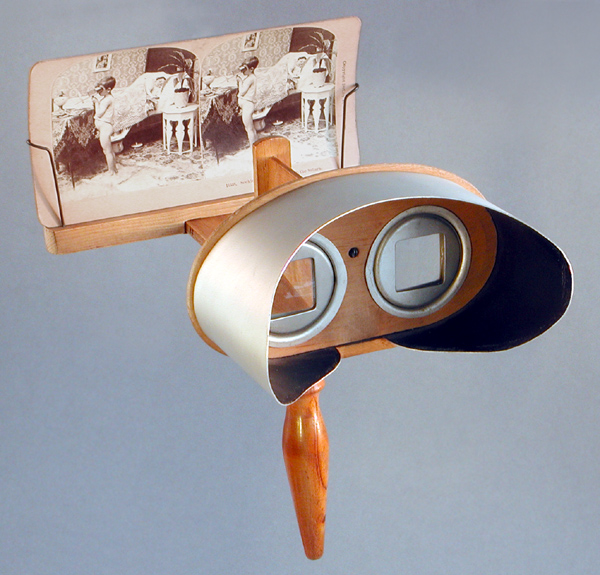
Stereoskop Holmesa 1861

Oliver Wendell Holmes Sr. (ur. 29 sierpnia 1809 w Cambridge (Massachusetts), zm. 7 października 1894 w Bostonie) – amerykański pisarz, z zawodu lekarz. Pisał dzieła medyczne, filozoficzne, powieści i poezje humorystyczne. Jego twórczość charakteryzowała się precyzyjną formą, była utrzymana w nurcie neoklasycystycznym. W esejach swych opisywał z humorem życie elity bostońskiej. Jego powieści to tzw. „medyczne alegoria”. Napisał 3 powieści oparte na doświadczeniach praktyki lekarskiej.
Wraz z Jamesem Russellem Lowellem wydawał czasopismo „The Atlantic Monthly”, które publikowało jego eseje i wiersze, wydane później w zbiorze: „The Autocrat of the Breakfast Table“ (1872). Jego poemat: „The Deacons Masterpiece” (1858), atakuje z pozycji racjonalistycznej dogmatyzm kalwiński.
Dużą popularnością cieszyły się okolicznościowe wiersze pełne humoru i sentymentu.
Znany autor pełnych humoru rozmów filozoficznych: „The Autocrat of the Breakfast Table“ (1872) i „Over the Tea–Cups“ (1890). Jego powieści: „Elsie Venner“ (1861) i i. wyprzedzają swój czas ujęciem zagadnienia dziedziczności i analizą psychologiczną. Z licznych poezji, przeważnie okolicznościowych, najlepsze „The Last Leaf“ (1836) i „The Chambered Nautilus“ (1858). „Works“ 1892. 13 t. i później.
W latach (1847-1882) Oliver Wendell Holmes Sr. był profesorem anatomii i fizjologii na Harvardzie.
Odkrył, że gorączka połogowa jest zakaźna.
Poza medycyną i literaturą Holmes zajmował się także stereoskopią. Skonstruowany przez niego model taniego stereoskopu soczewkowego oraz ustalony przez niego standardowy format obrazów stereoskopowych 3,5x7 cali (ok. 9x18 cm) przyczyniły się do powstania mody na fotografię stereoskopową. Stereoskopy Holmesa stały się powszechnym wyposażeniem salonów końca XIX w., a kopiarnie produkowały miliony obrazków stereoskopowych o różnorodnej tematyce. Holmes nie opatentował swoich wynalazków i nie odniósł z tego tytułu żadnych korzyści materialnych.
Jego syn Oliver Wendell Holmes Jr. był znanym prawnikiem amerykańskim.